# Майер, Петер (западногерманский футболист)
Петер Майер (нем. Peter Meyer; род. 18 февраля 1940, Дюссельдорф, Рейнская провинция) — западногерманский футболист, нападающий.

## Карьера

### Клубная карьера
Во взрослом футболе дебютировал в 1960 году в клубе «Фортуна» (Дюссельдорф), где играл на протяжении семи сезонов. В 1966 году он помог клубу впервые выйти в Бундеслигу, дважды забив гол в ворота «Киккерс». В следующем сезоне Майер забил восемь голов в 25 матчах, но команда всё равно потерпела понижение.
В 1967 году Майер перешёл в клуб «Боруссия» (Мёнхенгладбах). Он дебютировал 19 августа 1967 года в матче против «Шальке 04», оформив хет-трик. В сезоне 1969/70 вместе с клубом стал чемпионом Германии.
В январе 1968 года во время тренировочного матча у Майера произошёл перелом. Он так и не оправился от травмы полностью и ему потребовалась вторая операция после выхода на поле. Майер завершил активную футбольную карьеру в 1970 году, хотя продолжил иногда выступать за некоторые клубы.

### Карьера в сборной
В 1967 году Майер провёл свой единственный матч в составе сборной ФРГ против сборной Албании в рамках отборочного этапа на чемпионат Европы 1968 года.

## Достижения
«Боруссия» (Мёнхенгладбах)
- Чемпион Германии: 1969/70